# Торстейнн Б'ярнасон
Заголовок цієї статті — це ісландське ім'я, де Торстейнн — особове ім'я, а Б'ярнасон — ім'я по батькові. 
Торстейнн Б'ярнасон (ісл. Þorsteinn Bjarnason, нар. 22 березня 1953) — ісландський футболіст, що грав на позиції воротаря за клуби «Кеплавік» і «Лув'єрваз», а також національну збірну Ісландії.

## Клубна кар'єра
У дорослому футболі дебютував 1976 року виступами за команду «Кеплавік», в якій провів два сезони. 
Протягом 1978—1979 років захищав кольори бельгійського клубу «Лув'єрваз», після чого повернувся на батьківщину, де ще протягом семи сезонів грав за рідний «Кеплавік», після чого завершив професійну кар'єру футболіста у 1986 році.

## Виступи за збірну
1978 року дебютував в офіційних матчах у складі національної збірної Ісландії.
Загалом протягом кар'єри у національній команді, яка тривала 9 років, провів у її формі 28 матчів.